# Killeen
Killeen är en stad i Bell County i delstaten Texas, USA med 86 911 invånare (2000).

## Kända personer från Killeen
- Jennifer Love Hewitt, bodde i Killeen en tid.
- Burgess Meredith, spelade Rocky's manager i "Rocky"
- Burt Reynolds, skådespelare som en tid bodde i Killeen.
- Jackie Robinson, basebollselare.
- Mike Stulce, friidrottare, OS-guld 1992